# Chiesa di San Giovanni Battista (Fusignano)
La chiesa di San Giovanni Battista è la parrocchiale di Fusignano, in provincia di Ravenna e diocesi di Faenza-Modigliana; fa parte del vicariato forese nord.

## Storia
La prima citazione d'una chiesa a Fusignano, attestata con il titolo di San Giovanni in Lyba, risale al 740.
Questa pieve, danneggiata dal frequenti alluvioni, verso la seconda metà del XIII secolo era ormai malsicura e pericolate, tanto che venne demolita e sostituita da una nuova chiesa sorta nel 1264 non lontano dal locale castello.
Nel 1543 iniziò ampliamento della struttura; i lavori, condotti su iniziativa dell'arciprete don Gian Paolo Tolomei, furono portati a compimento nel 1570. Nel secolo successivo l'edificio venne ampliato tramite la costruzione delle due navate laterali, mentre nel Settecento furono rifatti la copertura del campanile, la volta dell'aula e il coro.
All'inizio del XIX secolo il soffitto della chiesa crollò parzialmente per effetto delle vibrazioni provenienti dall'adiacente torre campanaria. Al termine di quel secolo la parrocchiale era malridotta e il 2 marzo 1899 il vescovo di Faenza Gioacchino Cantagalli e il sindaco di Fusignano Leone Vicchi ne approvarono la demolizione, iniziata il 17 aprile successivo; l'8 settembre, poi, venne posta la prima pietra della nuova chiesa, la quale fu terminata dopo varie vicissitudini nel 1907.
Negli anni dopo la prima guerra mondiale l'edificio venne sottoposto a ulteriori interventi di abbellimento e di rifinitura, mentre la consacrazione fu impartita nel 1933 dal vescovo di Faenza Antonio Scarante.
Nel 1945, alla fine della seconda guerra mondiale, la chiesa venne completamente rasa al suolo dai bombardamenti; nel 1952 così incominciò l'edificazione della nuova parrocchiale, disegnata dal bolognese Alberto Legnani, che venne poi portata a compimento e consacrata nel 1956.

## Descrizione

### Facciata
La facciata della chiesa, rivolta a nord-ovest e preceduta da un portico sorretto da quattro pilastri e da altrettante colonne, presenta nella parte superiore tre ordini di loggette con archi a tutto sesto, tre delle quali ospitano delle finestre, mentre le rimanenti sono cieche.

### Interno
L'interno dell'edificio si compone di tre navate, la centrale delle quali è coperta da volta a cassettoni e dalla cupola, mentre quelle laterali sono voltate a botte; al termine dell'aula si sviluppa il presbiterio, a sua volta concluso dall'abside di forma semicircolare.
Opere di pregio qui conservate sono la tavola avente come soggetto il Battesimo di Cristo, eseguita nel XVI secolo probabilmente dai fratelli Battista e Dosso Dossi, la rappresentazione della Beata Vergine Maria Patrona Fusiniani, dipinta da Francesco Acquaviva, il Crocifisso, realizzato da Raoul Vistoli, autore anche della Via Crucis, e i dieci capitelli ritraenti i simboli della Passione di Cristo e dei Quattro Evangelisti.